# Áreas protegidas de Azerbaiyán

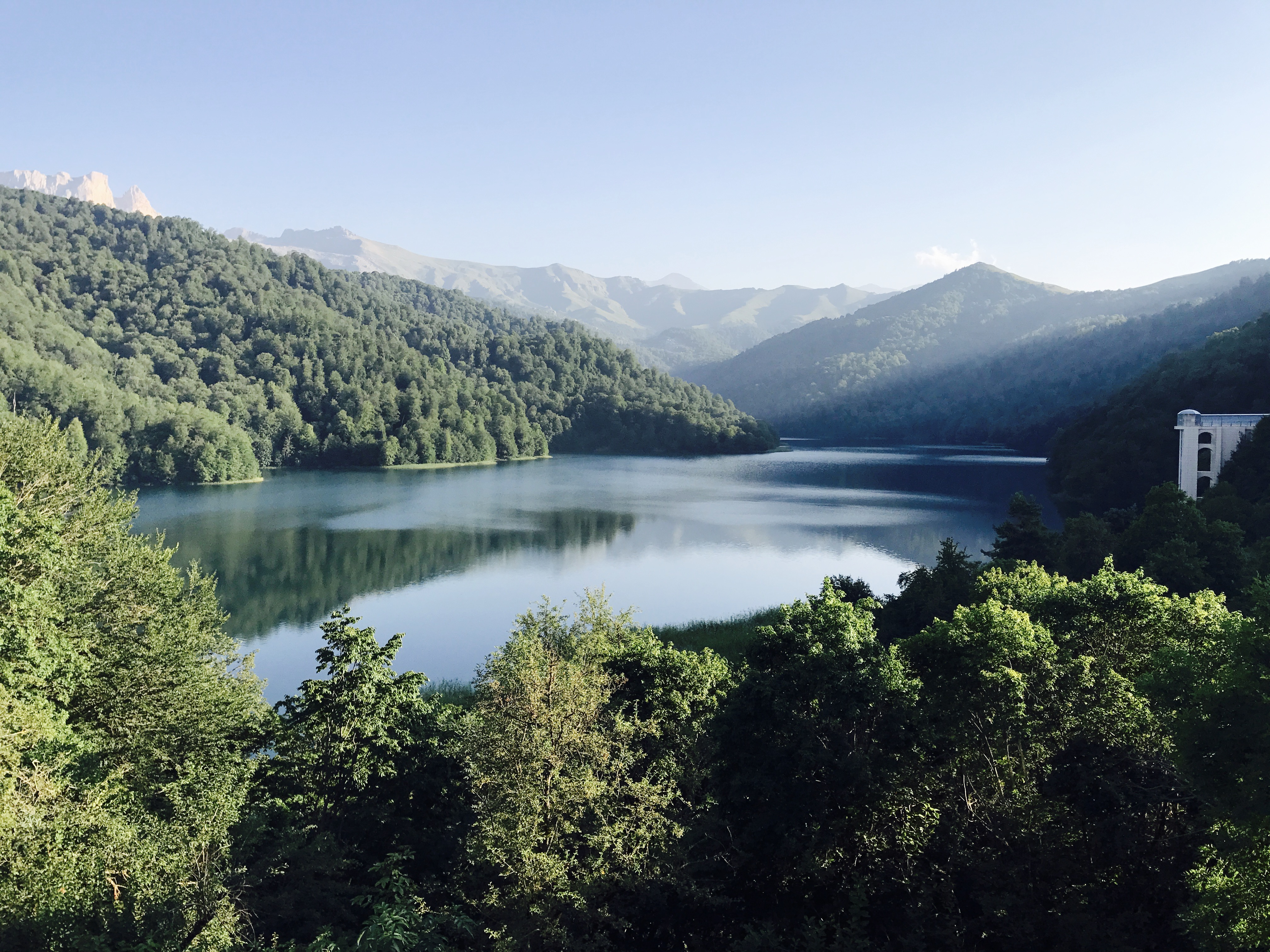
Parque nacional de Göygöl

Según la IUCN, en Azerbaiyán hay 37 áreas protegidas, de las cuales 9 son parques nacionales, 8 son reservas naturales estatales y 18 son santuarios naturales estatales. Además, hay 2 sitios Ramsar. En 2008, esto representaba el 10,3 por ciento de la superficie del país, unos 3105 km2, antes de la adición del Parque nacional de Samur-Yalama, en 2012, con 117 km2. En una lista del Ministerio de Ecología y Recursos naturales, aparecen 9 parques nacionales, 11 reservas naturales estatales y 24 santuarios naturales estatales.
En Azerbaiyán se dan nueve zonas climáticas con unas 4500 especies de plantas, 240 de las cuales son endémicas y relictas, así como 140 son raras y están en peligro. La fauna incluye 107 mamíferos, 394 aves, 65 reptiles, 9 anfibios, 14.000 insectos y unos 108 peces.
Las primeras reservas se establecieron en la década de 1930 en Goygol, Zagatala y Gizilaghaj. Las leyes de protección de la naturaleza se establecieron en 1969.

## Parques nacionales
- Parque nacional de Göygöl
- Parque nacional Zangezur
- Parque nacional Ağ göl
- Parque nacional Absheron

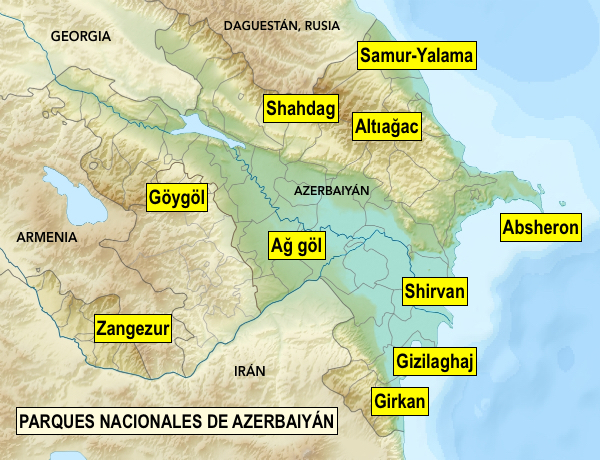
Parques nacionales de Azerbaiyán

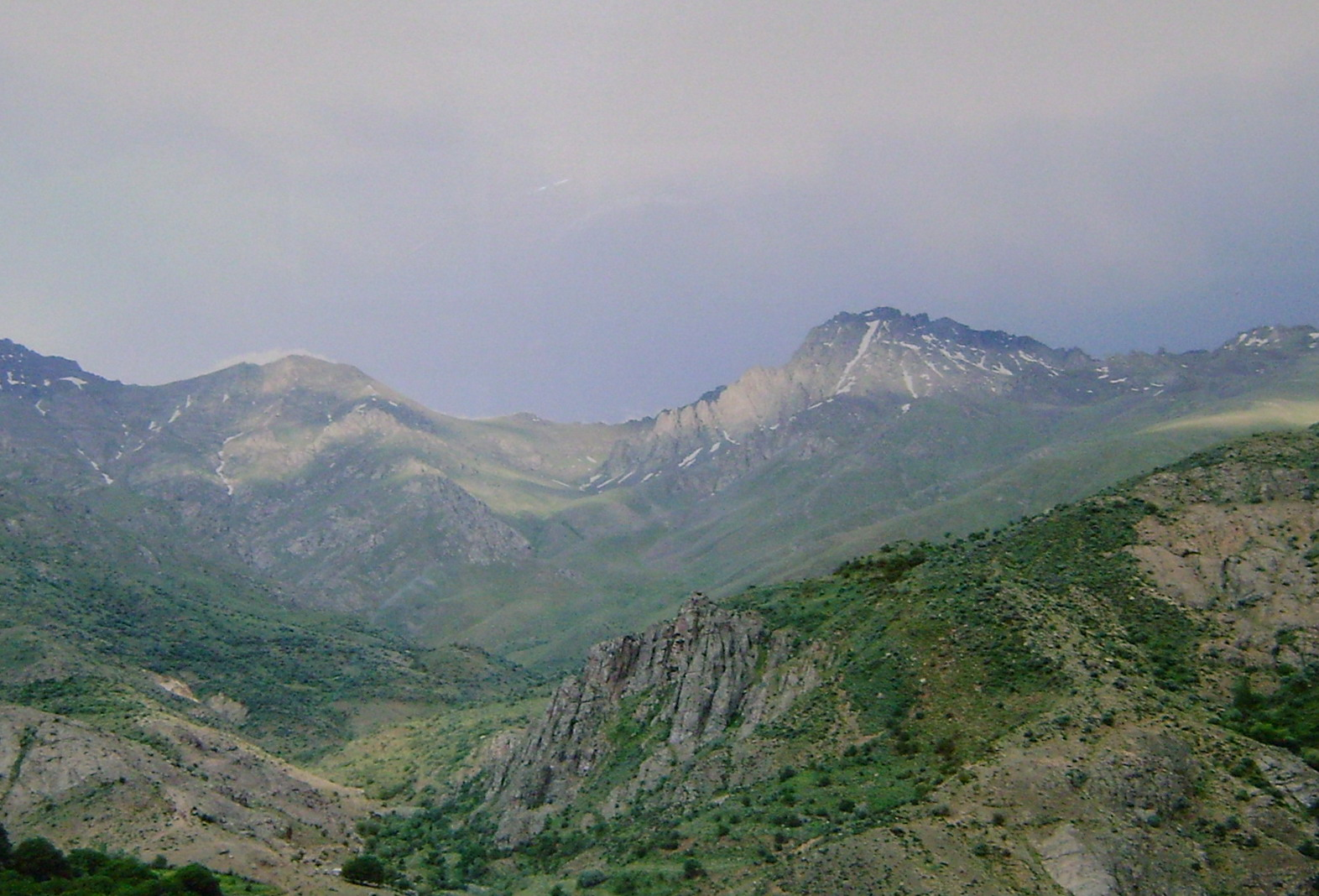
Parque nacional Zangezur

- Parque nacional Shirvan, con 543 km2, en el raión de Salyán y los distritos de Garadagh y Neftchala de la ciudad de Bakú. Se creó para proteger la gacela persa, aves acuáticas y plantas típicas de las tierras bajas de Shirvan. El territorio empieza a unos 20-25 m por debajo del nivel del mar y asciende hacia el oeste. La vegetación de tipo desértico está dominada por el género Halostachys, que ocupa el 40 por ciento del parque. La principal especie es Halocnemum strobilaceum.[4]
- Parque nacional Girkan o Hirkan National Park, con 403,6 km2, en los raiones de Lankaran y Astara, en el extremo sudeste del país. Se trata de una zona subtropical húmeda que incluye tierras bajas junto al mar y las montañas Talysh, con unas 1900 especies de plantas, de las que 162 son endémicas, 95 son raras y 38 están en peligro. Se encuentra aquí el llamado árbol de hierro, la acacia de tres espinas, el roble persa, la higuera Ficus hyrcana, etc. El bosque de las tierras bajas, cerca del mar, pertenece a la ecorregión bosque mixto hircano del Caspio, un tipo de bosque templado de frondosas que bordea la costa meridional del mar Caspio, entre Azerbaiyán e Irán.
- Parque nacional Altıağac
- Parque nacional Shahdag
- Parque nacional de Samur-Yalama
- Parque nacional de Gizilaghach, 990 km2. Reserva estatal desde 1929, se convierte en parque nacional en 2018. Su objetivo es proteger las aves migratorias en una zona pantanosa que es además sitio Ramsar desde 2001. Un tercio del parque es zona marina. Es la primera área marina protegida de Azerbaiyán. La bahía de Gizilaghach posee una zona separada del mar Caspio por una presa artificial, salteada de viejos canales y colinas bajas. La vegetación incluye Phragmites, Scirpus y Juncus. En las zonas semidesérticas hay Artemisia, Salsola y Rubus. Entre las aves destacan las cigüeñas y las aves acuáticas, además hay avetoro común, garza imperial, tarro canelo, cigüeñuela común, fumarel aliblanco y abejaruco malgache. El número de aves ha descendido notablemente debido a la irrigación y la agricultura.[5]

## Reservas naturales estatales
- Reserva estatal Gizil-Agach
- Reserva estatal de Gobustán
- Reserva estatal Pirguli
- Reserva estatal Ismailli
- Reserva estatal Turian-Chay
- Reserva estatal Ilisu
- Reserva estatal Zakatala
- Reserva estatal Basut-Chay

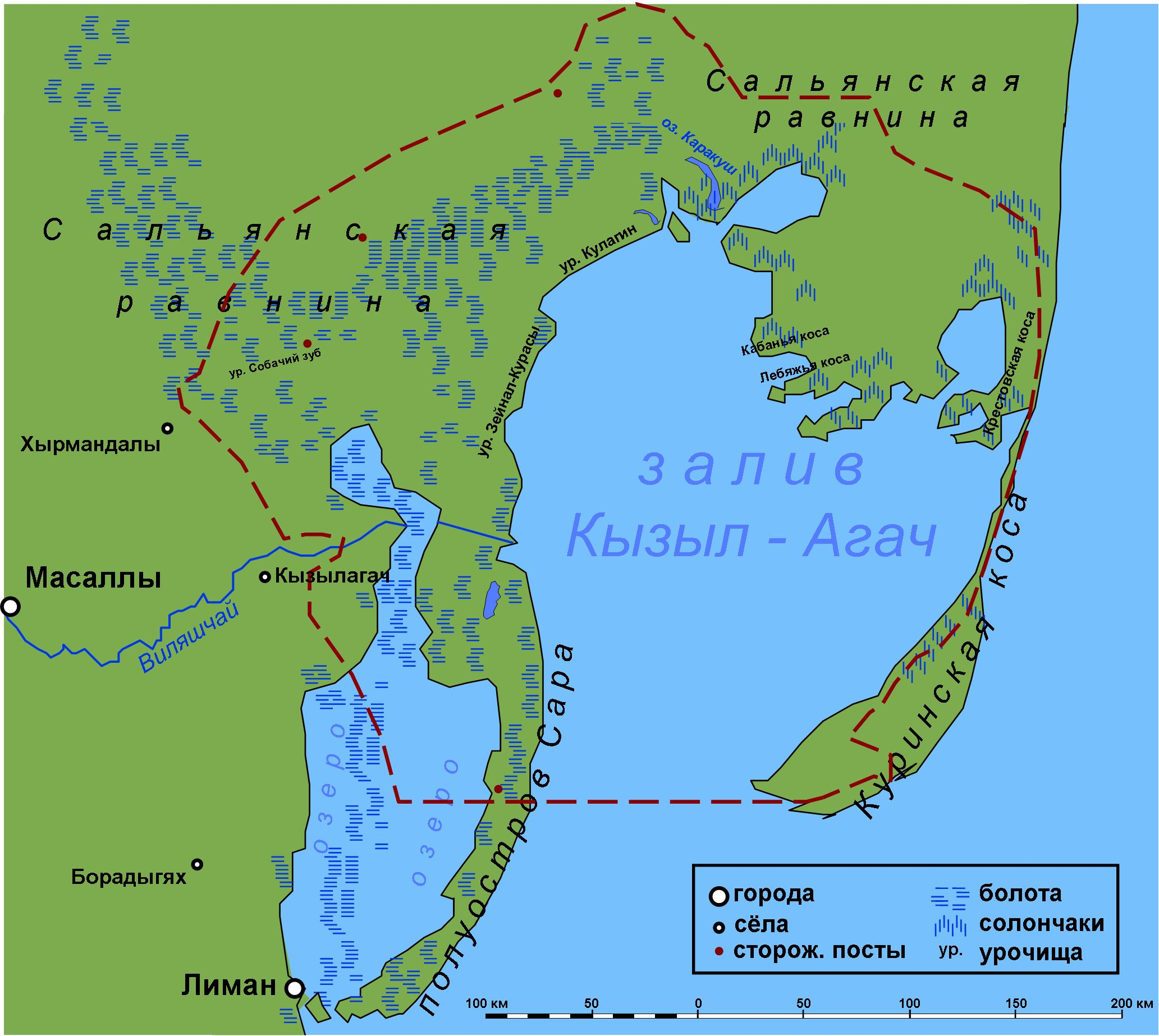
Reserva estatal Gizil-Agach

- Reserva estatal Shahbuz, 31,39 km2, en el Raión de Shahbuz, en la República Autónoma de Najicheván, creado en 2003 en torno al lago Batabat, rodeado de pastizales, con hierbas medicinales, robles, etc. Entre la fauna hay osos, jabalíes, zorros, lobos, cabras bezoar y muflones. En el área de Shahbuz, protegida por BirdLife International, en el pequeño Cáucaso, se encuentra el monte Kukudag, de 3120 m, con prados alpinos, acantilados y barrancos, etc. Destacan, entre las aves, el buitre negro, el quebrantahuesos, el buitre leonado, el alimoche común, el águila real y el búho real.[6]
- Reserva estatal Gara-Yaz
- Reserva estatal Gara-Gel
- Reserva estatal Shirvan
- Reserva estatal Eldar shami (Pino de Eldar)

## Santuarios naturales estatales
Estos santuarios eran y aun se consideran a veces reservas naturales estatales de caza. En el país hay 9900 km2 de bosques, lo que representa más del diez por ciento del territorio.

Puente en el santuario de Dashalti

- Lachin, 200 km2, raión de Lachín, desde 1961, al oeste del país, reserva de caza para preservar la cabra bezoar, el oso pardo del Cáucaso y la liebre.
- Korchay o Gerchay, 150 km2, en el raión de Goranboy, centro del país, reserva de caza para preservar la gacela persa.
- Bandovan, 49,3 km2, en la frontera de los raiones de Salyan y el distrito capitalino de Garadagh, desde 1961, establecida como reserva de caza para preservar la gacela persa, aves acuáticas y el sisón común, en los límites del Parque nacional Shirvan.
- Shaki o Sheki, 103,5 km2. En la cuenca del Río Ayrichay, desde 1964, entre las carreteras de Yevlakh-Shaki y Shaki-Oghuz. Sirve para proteger faisanes y otras aves de caza en una zona esteparia.
- Gusa, o Qusar. 150 km2, en el Raión de Qusar, faisanes, perdices, ciervos y osos.
- Shamkir, 100 km2, en el raión de Shamkir, faisanes y aves acuáticas.
- Isla Gil, o Glinani, 4 km2l, en el rayón de Bakú, zona de Garadagh. Es una isla del mar Caspio cerca de la península de Absherón. Protege aves migratorias, colonias de gaviotas y la foca del Caspio.
- Garayazy-Aghstaf, 100 km2, en el raión de Agstafa, bosques, osos, lobos y ciervos.
- Barda, 75 km2, en los raiones de Barda y Aghdam, se basa en el áreaa protegida desde 1930 de Ayridjan. Es una tierra boscosa, propuesta para la preservación de faisanes, francolines y liebres.
- Zuvand, 150 km2, en los raiones de Lerik y Yardimli, faisanes, perdices, ciervos y osos.
- Ordubad, 279 km2, en el raión de Ordubad, en la República Autónoma de Najicheván, cabra bezoar, rebeco, lobo, chacal, zorro, faisán, etc.
- Ismayill, o Ismailli, 234 km2. Desde 1969 en los rayones de Ismailli y Qabala para proteger el ciervo, la cabra, el rebeco, el oso, el urogallo, etc. En una zona montañosa al norte del país, al sur del pico Bazardüzü.
- Qubadli, o Gubadly, 200 km2, en los rayones de Gubadly y Lachin, para proteger al oso, la cabra bezoar, el ciervo y otros.
- Gizilagach menor, 107 km2, raión de Lankaran, 1978, en la bahía de Gizilagach, conectada con el mar Caspio, una zona separada del mar por una presa artificial, muy sedimentada y cubierta de maleza, con viejos canales y zonas abiertas. La vegetación acuática incluye Phragmites, Scirpus y Juncus, y en las zonas secas hay Artemisia, Salsola y matorral seco con Rubus. Incluyendo toda la bahía, hasta 1325 km2, es zona de interés para las aves por BirdLife International. Alberga las mayores colonias de Ciconiiformes (cigüeñas) de Europa, aunque bajaron de 225.000 parejas en 1957 a 60.000 en 1980. Otras especies también perdieron población de forma dramática, por ejemplo, el número de aves acuáticas bajo de 10 millones en 1930 a 180.000-360.000 en 1996.[7]
- Dashaltı, 4,5 km2, en el raión de Shusha, en el Cáucaso menor, zona militar.
- Qızılqaya, o Gyzylja, 51,35 km2, raión de Gadabay, bosque en el Cáucaso.
- Arazboyu, 22 km2, en el Raión de Zangilán, para proteger y conservar el bosque único de tugai del río Aras. Se trata de un tipo de bosque de ribera dominado por chopos, sauces, tamariscos y olivos silvestres.
- Gabal, Gabala o Qabala, 397 km2, en el raión de Gabala, con el fin de preservar la naturalezas en las vertientes boscosas del Cáucaso mayor.
- Gakh, o Qaj 368 km2, en el Raión de Qaj, junto a la Reserva estatal de Ilisu. Bosques y montañas.
- Hirkan, 15,53 km2, en los raiones de Lankaran y Astara, en el sudeste, es una reserva de caza junto al Parque nacional de Hirkan o Girkan. Bosques.
- Arazboyu, 91 km2, en los raiones de Sederek, Sharur, Kangarli, Babek, Julfa y Ordubad, en la República Autónoma de Najicheván
- Zagatala, 65,57 km2, en los raiones de Zagatala y Balakan. Bosque.
- Arpachay, 689 km2, desde 2009, al norte de la República Autónoma de Najicheván. A lo largo de las montañas Dereleyi, en los raiones de Sharur, Kangarli, Babek y Shahbuz. Hay enebros, orquídeas Himantoglossum formosum e iris. Entre los animales, leopardos, ginetas, cabra bezoar, muflón, perdigallo del Caspio y buitres.
- Rvaru,  Rvarud, 5,1 km2, en la región de Lerik, en el sudeste.

## Sitios Ramsar
- Lago Ağgöl. Número Ramsar 1075, en las coordenadas 40°0′ N 47°37′ E. Con solo 5 km2, forma parte del Parque nacional Ağ göl, de 179 km2. En el centro-oeste de Azerbaiyán, cerca de Agjabadi, comprende un vasto lago rodeado por estepa y semidesierto. El lago Aggol o lago blanco, a 1566 m, tiene 56 km2, aunque la zona Ramsar, designada en 2001, es mucho más pequeña. El lago, bastante salobre, se debe a las inundaciones de los ríos Kurá y Aras, los mayores de Azerbaiyán,  en la llanura de Kur-Araz. Atrae a numerosas aves, de las cuales se han contabilizado unas 140 especies, entre las que figuran el calamón común, la malvasía cabeciblanca, el avefría coliblanca y el chorlito dorado europeo en invierno, y la cerceta pardilla, el porrón pardo y el aguilucho papialbo en verano.[8]
- Reserva estatal Gizilagach, 990 km2, número Ramsar 1076, en 39°7′ N 48°59′ E, desde 2001.